# フレンズ (第5シーズン)
デヴィッド・クレーンとマルタ・カウフマン発案によるアメリカ合衆国のシットコム『フレンズ』の第5シーズンは、1998年9月24日にNBCで放送が始まった。『フレンズ』はブライト/カウフマン/クレーン・プロダクションズによりワーナー・ブラザース・テレビジョンの協力の下で製作された。第5シーズンは全24話構成であり、1999年5月20日に最終回を迎えた。

## キャストとキャラクター
| - レイチェル・グリーン - ジェニファー・アニストン - モニカ・ゲラー - コートニー・コックス - フィービー・ブッフェ - リサ・クドロー - ジョーイ・トリビアーニ - マット・ルブランク - チャンドラー・ビング - マシュー・ペリー - ロス・ゲラー - デヴィッド・シュワイマー - ガンター - ジェームズ・マイケル・タイラー - エミリー・ウォルサム - ヘレン・バクセンデイル - ダニー - ジョージ・ニューバーン - ドナルド・レッドベター博士 - マイケル・エンサイン - ギャリー - マイケル・ラパポート | - ジャニス・リットマン - マギー・フィーラー - ジャック・ゲラー - エリオット・グールド - ジュディ・ゲラー - クリスティナ・ピックルズ - キャロル・ウィリック - ジェーン・シベット - スーザン・バンチ - ジェシカ・ヘクト - フランク・ブッフェ・Jr - ジョヴァンニ・リビシ - アリス・ナイト - デブラ・ジョー・ラップ - ノラ・ビング - モーガン・フェアチャイルド - エステル・レナード - ジューン・ゲイブル - フランク・ブッフェ・Sr - ボブ・バラバン - スティーヴン・ウォルサム - トム・コンティ - アンドレア・ウォルサム - ジェニファー・ソーンダース - デイヴ - ゼン・ゲスナー - ハラド博士 - サム・アンダーソン - ダン - パトリック・ファビアン - オーバーマン博士 - T・J・サイン | - ジョーイの担当医 - イクバル・テバ - 本人役 - ゲイリー・コリンズ - ダグ - サム・マクマレー - ケイティー - ソレイル・ムーン・フライ - スティーヴ - ウィリー・ガーソン - キム・クロッツィ - ジョアンナ・グリーソン - ケイトリン - クリスティン・ダッティーロ - グランマ・トリビアーニ - リリアン・ショーヴァン - ナンシー - ミーガン・ウォード - ランダル - トーマス・レノン - 年配の女性 - ジャネット・ミラー - クリスタ - ジュリー・ローレン - 講師 - スコット・モセンソン - エリザベス・ホーンスウィグル - サラ・ローズ・ピーターソン - ミラー博士 - マイケル・モンクス - ジェン - サマンサ・スミス |

## エピソード
| 通算 話数 | シーズン 話数 | タイトル                                                           | 監督                         | 脚本                                                                                  | 放送日         | 製作 番号    | US視聴者数 (百万人) |
| --- | ------------- | ------------------------------------------------------------------ | ---------------------------- | ------------------------------------------------------------------------------------- | -------------- | ------------ | ------------------- |
| 98 | 1             | "ロスの結婚式、その後・・・" "The One After Ross Says Rachel"      | ケヴィン・S・ブライト        | セス・カーランド                                                                      | 1998年9月24日  | 467651       | 31.1                |
| 誓いの言葉でレイチェルと言ってしまったロスはなんとか訂正しようとするが、結婚式後にエミリーは姿を消してしまう。モニカとチャンドラーはもう一度セックスするために画策する。レイチェルはロスの発言の真意を問うべきか否かを悩む。エミリーがギリシャへの新婚旅行に行かないと考えたロスは代わりにレイチェルを誘うが、土壇場で現れたエミリーをロスは追いかけてレイチェルは意図せず1人で出発することとなる。 |               |                                                                    |                              |                                                                                       |                |              |                     |
| 99 | 2             | "モニカとチャンドラーのひ・み・つ" "The One with All the Kissing"  | ゲイリー・ハルヴォーソン     | ウィル・カルフーン                                                                    | 1998年10月1日  | 467652       | 25.4                |
| フィービーは他の皆がロンドン旅行の話をするときに取り残されたように感じてしまう。帰宅したレイチェルはロスから捨てられたものだと断言する。モニカとチャンドラーは関係が知られないように奮闘する。 |               |                                                                    |                              |                                                                                       |                |              |                     |
| 100 | 3             | "フィービー、ついに出産!" "The One Hundredth"                      | ケヴィン・S・ブライト        | デヴィッド・クレーン & マルタ・カウフマン                                             | 1998年10月8日  | 467653       | 26.8                |
| 一同は破水したフィービーを連れて病院に行く。レイチェルはロスを乗り越えるためにモニカと一緒に看護師を誘い、それによりモニカとチャンドラーの間に摩擦が生じる。ジョーイは腎臓結石と診断される。フィービーはフランクとアリスの三つ子のフランク・Jr・Jr、レスリー、チャンドラーを出産する。フィービーは名残惜しみつつ子供と別れる。 |               |                                                                    |                              |                                                                                       |                |              |                     |
| 101 | 4             | "ロスが選ぶのはどっち?" "The One Where Phoebe Hates PBS"           | シェリー・ジェンセン         | マイケル・カーティス                                                                  | 1998年10月15日 | 467654       | 24.1                |
| チャンドラーはモニカが自分とのセックスが今までで最高だと思っていることを知って傲慢に振る舞う。フィービーは無私の善行をするために奮闘する。ロスはようやくエミリーと連絡が取れて問題を解決しようとする。ジョーイはPBSでチャリティー番組の電話受付をする。 |               |                                                                    |                              |                                                                                       |                |              |                     |
| 102 | 5             | "お忍びでラブラブ旅行" "The One with the Kips"                     | ダナ・デヴァリー・ピアッツァ | スコット・シルヴェリ                                                                  | 1998年10月29日 | 467655       | 25.9                |
| ロスはエミリーからもうレイチェルに会わないように言われたことを彼女に伝え、レイチェルはチャンドラーの昔のルームメイトのようにロスがグループから抜けてしまうことを心配する。モニカとチャンドラーは週末に秘密の旅行をするが喧嘩をしてしまう。ジョーイは2人の会話の断片から彼らの関係に気付くが口止めされる。 |               |                                                                    |                              |                                                                                       |                |              |                     |
| 103 | 6             | "雪男に胸キュン!" "The One with the Yeti"                          | ゲイリー・ハルヴォーソン     | アレクサ・ジャンジ                                                                    | 1998年11月5日  | 467656       | 25.0                |
| フィービー母親から毛皮のコートを貰い、自身の主義を再考する。ロスに対するエミリーの要求は行き過ぎていると一同から指摘され、彼は離婚を決意する。モニカとレイチェルは倉庫でイエティのような風貌の男のダニーと遭遇する。 |               |                                                                    |                              |                                                                                       |                |              |                     |
| 104 | 7             | "レイチェルは恋の法則ガール" "The One Where Ross Moves In"         | ゲイリー・ハルヴォーソン     | ジジ・マクレリー & ペリー・レイン                                                     | 1998年11月12日 | 467657       | 24.4                |
| レイチェルはダニーに気があるがあえて無関心のように振る舞う。フィービーは衛生指導員のラリーと付き合うが、彼は行く先々のレストランの違反点を指摘して閉店に追いやってしまう。エミリーの従兄弟の部屋を追い出されたロスはジョーイとチャンドラーのもとに居候するが、彼らはすぐに後悔して出て行くように仕向ける。 |               |                                                                    |                              |                                                                                       |                |              |                     |
| 105 | 8             | "それぞれの感謝祭" "The One with All the Thanksgivings"            | ケヴィン・S・ブライト        | グレゴリー・S・マリンズ                                                               | 1998年11月19日 | 467659       | 23.9                |
| モニカは一同のために感謝祭のディナーを作る。満腹になった一同はそれぞれの感謝祭の最悪の思い出を明かし始める。チャンドラーは両親の離婚、ジョーイは頭に七面鳥を被る、モニカは昔チャンドラーを誘惑しようとした際に誤ってナイフを落として彼のつま先を切り落としたことであった。 |               |                                                                    |                              |                                                                                       |                |              |                     |
| 106 | 9             | "モニカはエッチ中毒!?" "The One with Ross's Sandwich"              | ゲイリー・ハルヴォーソン     | テッド・コーエン & アンドリュー・ライヒ                                               | 1998年12月10日 | 467658       | 23.0                |
| フィービーはレイチェルと一緒に文学のクラスを受講するが彼女を連れて行ったことを後悔する。ジョーイはモニカとチャンドラーの秘密を隠し続けるのにうんざりする。ロスは感謝祭の残りのサンドイッチを同僚に食べられたことで激怒してしまい、情緒不安定を理由に休職に追いやられる。 |               |                                                                    |                              |                                                                                       |                |              |                     |
| 107 | 10            | "新年の誓い" "The One with the Inappropriate Sister"               | ダナ・デヴァリー・ピアッツァ | シャナ・ゴールドバーグ＝ミーハン                                                      | 1998年12月17日 | 467661       | 23.7                |
| 休職中の間暇なロスはジョーイに自分が主演するための脚本を書くことを勧め、それをきっかけに男性陣3人で揉めてしまう。フィービーはクリスマスに向けた寄付金集めをする際に問題に遭遇する。モニカはレイチェルをダニーとデートさせるが、レイチェルは彼とその妹の過剰なスキンシップを見て幻滅してしまう |               |                                                                    |                              |                                                                                       |                |              |                     |
| 108 | 11            | "シスコン男にご用心!" "The One with All the Resolutions"           | ジョー・レガルブート         | 原案: ブライアン・ボイル 脚本: スージー・ヴィランドリー                               | 1999年1月7日   | 467660       | 27.0                |
| 一同は新年の目標を立てる。レイチェルは噂話を止め、モニカは写真を撮ることにする。フィービーは民間航空機の操縦、ジョーイはギターを学びたいと考えている。チャンドラーは人を馬鹿にするジョークを止め、ロスは新しいことにチャレンジする。ジョーイはフィービーからギターを教わるが失敗する。ロスは新しい革のズボンを履いてデートをしたところ問題が生じる。レイチェルは部屋で電話をとってモニカとチャンドラーの秘密の会話を聞いてしまう。 |               |                                                                    |                              |                                                                                       |                |              |                     |
| 109 | 12            | "ゴマすりチャンドラー" "The One with Chandler's Work Laugh"        | ケヴィン・S・ブライト        | アリシア・スカイ・ヴァリナイティス                                                    | 1999年1月21日  | 467663       | 24.8                |
| モニカは上司におべっかを使うチャンドラーに幻滅する。レイチェルはモニカに秘密を自白させようとする。エミリーが再婚することを知って落ち込んだロスはジャニスを寝てしまい、その後彼の愚痴にうんざりした彼女から振られる。 |               |                                                                    |                              |                                                                                       |                |              |                     |
| 110 | 13            | "ジョーイのバッグ" "The One with Joey's Bag"                       | ゲイル・マンキューソ         | 原案: マイケル・カーティス 脚本: セス・カーランド                                     | 1999年2月4日   | 467662       | 24.9                |
| フィービーの祖母が亡くなり、彼女は葬儀で父親のフランクと遭遇する。彼のことを知りたいフィービーは自分の身元を明かさずに再び会おうとする。オーディションが近いジョーイは身なりを良くするためにレイチェルの勧めで「男のバッグ」を購入する。モニカは自分のマッサージがチャンドラーに不評なことで腹を立てる。 |               |                                                                    |                              |                                                                                       |                |              |                     |
| 111 | 14            | "とうとう熱愛発覚!!" "The One Where Everybody Finds Out"           | マイケル・レンベック         | アレクサ・ジャンジ                                                                    | 1999年2月11日  | 467664       | 27.7                |
| 裸のブ男が引っ越しをするようなのでロスはその部屋に入居しようとする。フィービーはブ男の部屋からモニカとチャンドラーの行為を目撃してしまい、彼らの関係を知る。レイチェルとフィービーは知らないフリをして2人をからかおうとするが、企みに気付いたモニカとチャンドラーも反撃に転じる。ロスはブ男の部屋に入居希望者が殺到していることを知り、勝ち取るためにブ男に気に入られようとする。フィービーとのカマの掛け合いの末に根負けしたチャンドラーはモニカを愛していると宣言する。彼らはまだロスには秘密にしておくつもりであったが、すぐに知られてしまう。 |               |                                                                    |                              |                                                                                       |                |              |                     |
| 112 | 15            | "チャンドラーが結婚宣言!?" "The One with the Girl Who Hits Joey"   | ケヴィン・S・ブライト        | アダム・チェイス                                                                      | 1999年2月18日  | 467665       | 29.3                |
| チャンドラーとモニカの関係を知ったロスは激怒するが、2人が真剣に交際していることを知ると一転して大喜びする。ジョーイはやたらとパンチしてくる女（ソレイル・ムーン・フライ）とデートする。新居に引っ越したロスはアパートの管理人の引退パーティのカンパを拒否したことで隣人たちから嫌われてしまう。チャンドラーとモニカは一同から結婚を冷やかされたために喧嘩してしまう。モニカに振られたくないチャンドラーは慌ててプロポーズをするとまだその時ではないと言われて拒否されて一安心する。 |               |                                                                    |                              |                                                                                       |                |              |                     |
| 113 | 16            | "警官バッジは恋の始まり" "The One with the Cop"                    | アンドリュー・ツァオ         | 原案: アリシア・スカイ・ヴァリナイティス ジジ・マクレリー & ペリー・レイン            | 1999年2月25日  | 467666       | 26.0                |
| フィービーは喫茶店で見つけた警官のバッジを使って警官のフリをして遊ぶ。バッジの持ち主であるゲイリーという警官と出会ったフィービーは彼から夕食に誘われる。ロスは新しいソファを購入するが、高額の配送料を支払いたくないのでレイチェルと協力して自力でアパートまで運ぶ。モニカとのロマンティックな夢を見たジョーイは彼女に恋をしていると考える。しかしそれを聞いたモニカはそうではなく、ジョーイはモニカとチャンドラーのような真剣な男女関係に憧れているのだと指摘する。 |               |                                                                    |                              |                                                                                       |                |              |                     |
| 114 | 17            | "レイチェルの勘違いキス!" "The One with Rachel's Inadvertent Kiss" | シェリー・ジェンセン         | アンドリュー・ライヒ & テッド・コーエン                                               | 1999年3月18日  | 467667       | 24.5                |
| ラルフ・ローレンの面接を受けたレイチェルは面接官のゼルナー氏に誤ってキスをしてしまう。モニカは自分とチャンドラーがフィービーと新しいボーイフレンドよりも熱いカップルでることを証明しようとする。ジョーイは通りを向こうにあるロスのアパートに住む女性に惚れ込むが、彼女に会いに行く際に部屋の位置の測定を誤ってロスの部屋を訪れてしまう。 |               |                                                                    |                              |                                                                                       |                |              |                     |
| 115 | 18            | "目指せ!キャリアウーマン" "The One Where Rachel Smokes"            | トッド・ホランド             | マイケル・カーティス                                                                  | 1999年4月8日   | 467668       | 21.9                |
| レイチェルは上司や同僚と仕事の話をするために喫煙を試みる。ジョーイはベンと親子コマーシャルのオーディションを受けるが、監督が2人を別の俳優と組ませたためにジョーイは苦しい立場になる。モニカとフィービーはレイチェルの誕生パーティを計画し、フィービーはカップの担当となる。 |               |                                                                    |                              |                                                                                       |                |              |                     |
| 116 | 19            | "ロスのナンパ必勝テク" "The One Where Ross Can't Flirt"            | ゲイル・マンキューソ         | ドティ・エイブラムス                                                                  | 1999年4月22日  | 467669       | 20.9                |
| ロスはビザの宅配員の女性を誘うために大量のピザを注文する。ジョーイは祖母を招待して自身が出演した『ロー&オーダー』を見るが、彼の箇所はカットされていたために急遽自作のビデオを撮影する。モニカは貸していたイヤリングの返却をフィービーに求めるが、彼女はレイチェルに又貸し上に紛失していた。 |               |                                                                    |                              |                                                                                       |                |              |                     |
| 117 | 20            | "まさかの臨死体験!?" "The One with the Ride-Along"                 | ゲイリー・ハルヴォーソン     | シャナ・ゴールドバーグ＝ミーハン & セス・カーランド                                   | 1999年4月29日  | 467670       | 19.6                |
| ロス、ジョーイ、チャンドラーはフィービーのボーイフレンドの警察官のギャリーのパトロールに同行するが、車のバックファイアを銃声と勘違いしてサンドイッチに飛びついたジョーイは意図せずロスを守り、その結果チャンドラーはジョーイが自分よりロスを気にかけていると思い込んでしまう。ロスの部屋にマルガリータの材料を取りに行ったレイチェルは結婚に迷っているエミリーの留守電を偶然聞いてしまう。誤ってメッセージを削除してしまったレイチェルはロスにこれを伝えるべきかどうかで悩む。 |               |                                                                    |                              |                                                                                       |                |              |                     |
| 118 | 21            | "フィービーが同棲?" "The One with the Ball"                        | ゲイリー・ハルヴォーソン     | 原案: スコット・シルヴェリ 脚本: グレゴリー・S・マリンズ                              | 1999年5月6日   | 467671       | 20.9                |
| フィービーはギャリーが同棲を計画していると知り、時期尚早だと考えた彼女はチャンドラーに説得を頼むが失敗する。フィービーは最終的に賛成するが、同棲から最初の朝にギャリーが鳥を撃ち殺したことで破局する。レイチェルは1000ドル出してスフィンクス猫を購入するが一同からからかわれた上に猫から懐かれなかったためにすぐに公開する。彼女は最終的にガンターに猫を売る。ロスとジョーイは長時間キャッチボールの記録に挑み、途中でモニカとチャンドラーも加わる。 |               |                                                                    |                              |                                                                                       |                |              |                     |
| 119 | 22            | "ジョーイ悲願の大ブレイク!" "The One with Joey's Big Break"        | ゲイル・マンキューソ         | 原案: シャナ・ゴールドバーグ＝ミーハン 脚本: ウィル・カルフーン                       | 1999年5月13日  | 467672       | 21.3                |
| ジョーイはラスベガスで行われる予定の映画の撮影に参加するためにフィービーからタクシーキャブを借りる。当初はチャンドラーも同行していたが、映画がヒットしない限りジョーイはノーギャラであることを知ると彼が成功しないと思っていることを明かす。チャンドラーが自分を信じていないことを知ったジョーイは彼をタクシーから追い出して橋に置き去りにする。罪悪感を覚えたチャンドラーは電話で謝罪しようとするが拒絶される。一方でジョーイは映画が予算不足のために撮影中断となったためにシーザーズ・パレスでローマ兵の格好をしてアルバイトをすることとなる。レイチェルは眼病になるが目薬をするのを必死で拒否する。フィービーはロスに腹を立てるが理由を思い出せず、ロスはそれを探ろうとする。 |               |                                                                    |                              |                                                                                       |                |              |                     |
| 120121 | 2324          | "恋人たちのベガス" "The One in Vegas"                              | ケヴィン・S・ブライト        | テッド・コーエン & アンドリュー・ライヒグレゴリー・S・マリンズ & スコット・シルヴェリ | 1999年5月20日  | 467673467674 | 25.9                |
| モニカはリチャードと昼食に行ったがチャンドラーにそのことを話さない。モニカとチャンドラーは記念日にラスベガス旅行をするが、ロンドン旅行不参加の埋め合わせとしてフィービーも同行する。彼らは映画の撮影が延期になった間ジョーイがカジノで働いていることを知る。レイチェルはフィービーのアドバイスを受けてモニカの留守中に部屋を裸で過ごすが、それを窓から見たロスは誘われていると誤解してしまう。2人はからかい合った末にラスベガス行きの飛行機の中でロスは消えにくいマジックでレイチェルの顔に落書きをしてしまう。ラスベガスに到着したロスとレイチェルは部屋にこもって泥酔するまで飲み続ける。ジョーイは「手の双子」をもつ人物と出会い、彼を利用して商売ができると考える。スロットをしているフィービーは「ラーカー」と衝突した末にカジノから追い出されるが、「レジーナ・フィランジ」という別人であると主張して戻ってくる。結婚を決めて式場を訪れたチャンドラーとモニカは酔った勢いで一足先に式を済ませたロスとレイチェルを目撃する。 |               |                                                                    |                              |                                                                                       |                |              |                     |

## DVD発売
| The Complete Fifth Season | | | |
| セット詳細 | セット詳細 | セット詳細 | 特典 |
| - 全23話 - 4枚組 - 画面アスペクト比 1.33:1 - 言語: - 英語 (ドルビーデジタル 5.0、字幕付き) - スペイン語 (ドルビーデジタル) - フランス語 (ドルビーデジタル) | - 全23話 - 4枚組 - 画面アスペクト比 1.33:1 - 言語: - 英語 (ドルビーデジタル 5.0、字幕付き) - スペイン語 (ドルビーデジタル) - フランス語 (ドルビーデジタル) | - 全23話 - 4枚組 - 画面アスペクト比 1.33:1 - 言語: - 英語 (ドルビーデジタル 5.0、字幕付き) - スペイン語 (ドルビーデジタル) - フランス語 (ドルビーデジタル) | - 未公開シーンとリマスターサウンドトラックを含む全23話4枚組ディスク - プロデューサーによるコメンタリー3話分: 「フィービー、ついに出産!」、「それぞれの感謝祭」、「とうとう熱愛発覚!!」 - 1時間のディスカバリーチャンネルのドキュメンタリー「The One That Goes Behind the Scenes」 - 舞台裏シーン「Friends: On Location in London」 - 次シーズンのプロモーション「Gunther Spills the Beans」 - イースターエッグ |
| 公開日 | | | - 未公開シーンとリマスターサウンドトラックを含む全23話4枚組ディスク - プロデューサーによるコメンタリー3話分: 「フィービー、ついに出産!」、「それぞれの感謝祭」、「とうとう熱愛発覚!!」 - 1時間のディスカバリーチャンネルのドキュメンタリー「The One That Goes Behind the Scenes」 - 舞台裏シーン「Friends: On Location in London」 - 次シーズンのプロモーション「Gunther Spills the Beans」 - イースターエッグ |
| リージョン1 | リージョン2 | リージョン4 | - 未公開シーンとリマスターサウンドトラックを含む全23話4枚組ディスク - プロデューサーによるコメンタリー3話分: 「フィービー、ついに出産!」、「それぞれの感謝祭」、「とうとう熱愛発覚!!」 - 1時間のディスカバリーチャンネルのドキュメンタリー「The One That Goes Behind the Scenes」 - 舞台裏シーン「Friends: On Location in London」 - 次シーズンのプロモーション「Gunther Spills the Beans」 - イースターエッグ |
| 2003年11月4日 | 2000年5月29日 | 2006年10月4日 | - 未公開シーンとリマスターサウンドトラックを含む全23話4枚組ディスク - プロデューサーによるコメンタリー3話分: 「フィービー、ついに出産!」、「それぞれの感謝祭」、「とうとう熱愛発覚!!」 - 1時間のディスカバリーチャンネルのドキュメンタリー「The One That Goes Behind the Scenes」 - 舞台裏シーン「Friends: On Location in London」 - 次シーズンのプロモーション「Gunther Spills the Beans」 - イースターエッグ |

## 受賞とノミネート
| 賞                                | 部門                               | 候補者 | 候補者 | 結果       |
| --------------------------------- | ---------------------------------- | --- | --- | ---------- |
| アメリカン・コメディ賞            | テレビシリーズ助演男優賞           | マット・ルブランク | マット・ルブランク | ノミネート |
| アメリカン・コメディ賞            | テレビシリーズ助演女優賞           | リサ・クドロー | リサ・クドロー | 受賞       |
| キッズ・チョイス・アワード        | テレビ女優賞                       | ジェニファー・アニストン | ジェニファー・アニストン | ノミネート |
| オンライン映画&テレビジョン協会賞 | コメディシリーズ賞                 | N/A | N/A | 受賞       |
| オンライン映画&テレビジョン協会賞 | コメディシリーズ監督賞             | ケヴィン・S・ブライト ゲイリー・ハルヴォーソン シェリー・ジェンセン ダナ・デヴァリー・ピアッツァ ジョー・レガルブート ゲイル・マンキューソ マイケル・レンベック アンドリュー・ツァオ トッド・ホランド | ケヴィン・S・ブライト ゲイリー・ハルヴォーソン シェリー・ジェンセン ダナ・デヴァリー・ピアッツァ ジョー・レガルブート ゲイル・マンキューソ マイケル・レンベック アンドリュー・ツァオ トッド・ホランド | ノミネート |
| オンライン映画&テレビジョン協会賞 | コメディシリーズ脚本賞             | セス・カーランド ウィル・カルフーン デヴィッド・クレーン マルタ・カウフマン マイケル・カーティス スコット・シルヴェリ アレクサ・ジャンジ ジジ・マクレリー ペリー・レイン グレゴリー・S・マリンズ テッド・コーエン アンドリュー・ライヒ シャナ・ゴールドバーグ＝ミーハン ブライアン・ボイル アリシア・スカイ・ヴァリナイティス アダム・チェイス ドティ・エイブラムス | セス・カーランド ウィル・カルフーン デヴィッド・クレーン マルタ・カウフマン マイケル・カーティス スコット・シルヴェリ アレクサ・ジャンジ ジジ・マクレリー ペリー・レイン グレゴリー・S・マリンズ テッド・コーエン アンドリュー・ライヒ シャナ・ゴールドバーグ＝ミーハン ブライアン・ボイル アリシア・スカイ・ヴァリナイティス アダム・チェイス ドティ・エイブラムス | ノミネート |
| オンライン映画&テレビジョン協会賞 | コメディシリーズエピソード賞       | 「とうとう熱愛発覚!!」 | 「とうとう熱愛発覚!!」 | ノミネート |
| オンライン映画&テレビジョン協会賞 | コメディシリーズ助演女優賞         | リサ・クドロー | リサ・クドロー | ノミネート |
| オンライン映画&テレビジョン協会賞 | コメディシリーズアンサンブル賞     | ジェニファー・アニストン コートニー・コックス リサ・クドロー マット・ルブランク マシュー・ペリー デヴィッド・シュワイマー | ジェニファー・アニストン コートニー・コックス リサ・クドロー マット・ルブランク マシュー・ペリー デヴィッド・シュワイマー | ノミネート |
| プライムタイム・エミー賞          | コメディシリーズ賞                 | N/A | N/A | ノミネート |
| プライムタイム・エミー賞          | コメディシリーズ監督賞             | マイケル・レンベック | 「とうとう熱愛発覚!!」 | ノミネート |
| プライムタイム・エミー賞          | コメディシリーズ脚本賞             | アレクサ・ジャンジ | 「とうとう熱愛発覚!!」 | ノミネート |
| プライムタイム・エミー賞          | コメディシリーズ助演女優賞         | リサ・クドロー | 「フィービー、ついに出産!」+「とうとう熱愛発覚!!」 | ノミネート |
| プライムタイム・エミー賞          | シリーズ衣裳デザイン賞             | デブラ・マクガイア | 「それぞれの感謝祭」 | ノミネート |
| プライムタイム・エミー賞          | コメディシリーズ・スペシャル音響賞 | ダナ・マーク・マクルーア | 「それぞれの感謝祭」 | ノミネート |
| 全米映画俳優組合賞                | コメディシリーズ女優賞             | リサ・クドロー | リサ・クドロー | ノミネート |
| 全米映画俳優組合賞                | コメディシリーズアンサンブル賞     | ジェニファー・アニストン コートニー・コックス リサ・クドロー マット・ルブランク マシュー・ペリー デヴィッド・シュワイマー | ジェニファー・アニストン コートニー・コックス リサ・クドロー マット・ルブランク マシュー・ペリー デヴィッド・シュワイマー | ノミネート |
| ティーン・チョイス・アワード      | コメディシリーズ賞                 | N/A | N/A | 受賞       |
| テレビ批評家協会賞                | コメディ作品賞                     | N/A | N/A | ノミネート |
| 全米脚本家組合賞                  | コメディエピソード賞               | アレクサ・ジャンジ | 「とうとう熱愛発覚!!」 | ノミネート |